# 주한 카자흐스탄 대사관
주한 카자흐스탄 대사관(카자흐어: Қазақстан Республикасының Корея Республикасындағы Елшілігі, 러시아어: Посольство Республики Казахстан в Республике Корея)은 카자흐스탄 정부가 대한민국 서울특별시에 설치된 대사관이다.

## 역사
- 1992년 1월 28일 : 카자흐스탄 정부가 남북한 동시 국교 수립
- 1992년 12월 : 주카자흐스탄 조선민주주의인민공화국 대사관 개설
- 1993년 7월 : 주카자흐스탄 대한민국 대사관 개설
- 1995년 : 주한 카자흐스탄 대사관 개설
- 2021년 8월 23일: 카자흐스탄의 카심조마르트 토카예프 대통령이 대한민국 국빈 방문을 계기로 주부산 카자흐스탄 총영사관 설치에 관한 법률에 서명함[1]

## 기본 정보
- 주소 : 서울 용산구 장문로 53
- 영사 관할 구역 : 서울특별시, 인천광역시, 대전광역시, 세종특별자치시, 경기도, 강원특별자치도, 충청남도, 충청북도, 전북특별자치도[2]
- 업무 시간 : 매주 월~금요일 오전 9시 ~ 오후 5시
- 휴무일 : 매주 토요일, 일요일, 대한민국의 공휴일, 카자흐스탄의 일부 경축일

## 주요 업무
주요 업무로는 대한민국 정부와의 정치적·경제적·사회적·문화적 협력, 외교·경제 정보 수집, 수출·통상 진흥, 외교 정책 홍보, 문화·학술·체육 교류 협력, 대한민국 거주 카자흐스탄 국민의 보호·육성, 국적·호적·여권 업무 및 카자흐스탄 여행객에 대한 사증 발급 등이 주된 업무이며, 대한민국 국민이 카자흐스탄으로 입국할 경우 사증은 반드시 발급해야 한다.

## 같이 보기
- 대한민국-카자흐스탄 관계
- 주카자흐스탄 대한민국 대사관
- 주알마티 대한민국 총영사관
- 주부산 카자흐스탄 총영사관
- 카자흐스탄의 재외공관 목록